# 東郷温泉ゆったり館
東郷温泉ゆったり館（とうごうおんせんゆったりかん）は鹿児島県薩摩川内市東郷町斧渕にある温泉である。

## 施設
- 大浴場
- 家族湯
- 宿泊施設
- 大広間
- 食堂

## 沿革
- 2002年（平成14年） 8月10日 - 仮オープン
- 2002年（平成14年） 10月2日 - 循環式から、完全掛け流し式に方式を変更
- 2002年（平成14年） 10月30日 - 営業再開